# Campeonato Russo de Futebol de 1993 - Terceira Divisão
O Campeonato Russo de Futebol - Terceira Divisão de 1993 foi o segundo torneio desta competição. Participaram cento e vinte e quatro equipes. O nome do campeonato era "Segunda Liga" (Vtórai Liga), dado que a primeira divisão era a "Liga Suprema" (Vysshaia Liga) e a segunda divisão era a "Primeira Liga" (Perváia Liga). O campeonato era dividido em seis torneios independentes - seis zonas. Quatorze clubes na Zona 01, dezesseis nas Zonas 02 e 05, dezoito na 03, vinte e duas na 04 e 06.

## Participantes da Zona 01
| Equipe                      | Cidade       | Região                  | No ano anterior                                                  | Estádio                    | Capacidade | Títulos        | Participações |
| --------------------------- | ------------ | ----------------------- | ---------------------------------------------------------------- | -------------------------- | ---------- | -------------- | ------------- |
| FC Kavkazkabel Prokhladny   | Prokhladny   | Cabárdia-Balcária       | Quarto Lugar                                                     | --                         | --         | 0 (não possui) | 2             |
| FC Anji Makhachkala         | Mahackala    | Daguestão               | Quinto Lugar                                                     | Estádio Dínamo             | 15.200     | 0 (não possui) | 2             |
| FC Dínamo Makhachkala       | Mahackala    | Daguestão               | Estreante                                                        | Estádio Dínamo             | 15.200     | 0 (não possui) | 1             |
| FC Kaspiy Kaspiysk          | Kaspiysk     | Daguestão               | Sétimo Lugar                                                     | Estádio Trud               | 2.500      | 0 (não possui) | 2             |
| FC Mashuk-KMV Pyatigorsk    | Pyatigorsk   | Krai de Stavropol       | Oitavo Lugar                                                     | Estádio Central            | 10.630     | 0 (não possui) | 2             |
| FC Beshtau Lermontov        | Lermontov    | Krai de Stavropol       | Décimo Lugar                                                     | Estádio Beshtau            | 5.500      | 0 (não possui) | 2             |
| FC Drujba Budyonnovsk       | Budyonnovsk  | Krai de Stavropol       | Décimo Segundo Lugar                                             | Estádio Yunost             | 3.000      | 0 (não possui) | 2             |
| FC Astrateks Astracã        | Astracã      | Oblast de Astracã       | Décimo Terceiro Lugar                                            | Estádio Central            | 21.500     | 0 (não possui) | 2             |
| FC Urartu Grozny            | Grózni       | Chechênia               | Décimo Sexto Lugar                                               | Estádio Sultan Bilimkhanov | 10.500     | 0 (não possui) | 2             |
| FC Avtozapchast Baksan      | Baksan       | Cabárdia-Balcária       | Quinto Lugar (Zona 02)                                           | Estádio Yunost             | 2.900      | 0 (não possui) | 2             |
| FC Iriston Vladikavkaz      | Vladikavkaz  | Ossétia do Norte-Alânia | Acesso pelo Campeonato Russo de Futebol de 1992 - Quarta Divisão | Estádio SOK Tedeyev        | 3.000      | 0 (não possui) | 1             |
| FC Volgar Astracã           | Astracã      | Oblast de Astracã       | Nono Lugar (Zona 02)                                             | Estádio Central            | 21.500     | 0 (não possui) | 2             |
| FC Baysachnr Elista         | Elista       | Calmúquia               | Acesso pelo Campeonato Russo de Futebol de 1992 - Quarta Divisão | Estádio Uralan             | 15.200     | 0 (não possui) | 1             |
| FC Sherstyanik Nevinnomyssk | Nevinnomyssk | Krai de Stavropol       | Décimo Segundo Lugar (Zona 02)                                   | ---                        | --         | 0 (não possui) | 2             |

## Participantes da Zona 02
| Equipe                         | Cidade             | Região               | No ano anterior                                                    | Estádio                  | Capacidade | Títulos        | Participações |
| ------------------------------ | ------------------ | -------------------- | ------------------------------------------------------------------ | ------------------------ | ---------- | -------------- | ------------- |
| FC Khimik Belorechensk         | Belorechensk       | Krai de Krasnodar    | Terceiro Lugar (Zona 01)                                           | Estádio Khimik           | 5.000      | 0 (não possui) | 2             |
| FC Kuban Barannikovskiy        | Slaviansk do Kuban | Krai de Krasnodar    | Sexto Lugar (Zona 01)                                              | --                       | --         | 0 (não possui) | 2             |
| FC Torpedo Armavir             | Armavir            | Krai de Krasnodar    | Nono Lugar (Zona 01)                                               | Estádio Yunost           | 3.400      | 0 (não possui) | 2             |
| FC Niva Slaviansk do Kuban     | Slaviansk do Kuban | Krai de Krasnodar    | Décimo Quarto Lugar (Zona 01)                                      | --                       | --         | 0 (não possui) | 2             |
| FC Venets Gulkevichi           | Gulkevichsky       | Krai de Krasnodar    | Décimo Quinto Lugar (Zona 01)                                      | --                       | --         | 0 (não possui) | 2             |
| FC SKVO Rostov do Don          | Rostov do Don      | Oblast de Rostov     | Terceiro Lugar                                                     | Estádio SKA SKVO         | 27.300     | 0 (não possui) | 2             |
| FC Shakhtyor Shakhty           | Shakhty            | Oblast de Rostov     | Quarto Lugar                                                       | Estádio Shakhty          | ---        | 0 (não possui) | 2             |
| FC Zvezda-Rus Gorodishche      | Gorodishchensky    | Oblast de Volgogrado | Sexto Lugar                                                        | ---                      | ---        | 0 (não possui) | 2             |
| FC Avangard Kursk              | Kursk              | Oblast de Kursk      | Décimo Lugar                                                       | Estádio Trudovye Rezervy | 11.329     | 0 (não possui) | 2             |
| FC Metallurg Krasny Sulin      | Krasnosulinsky     | Oblast de Rostov     | Décimo Sétimo Lugar                                                | Estádio Torpedo          | --         | 0 (não possui) | 2             |
| FC Rostselmash Rostov do Don B | Rostov do Don      | Oblast de Rostov     | Vigésim Lugar                                                      | Estádio Rostselmash      | 15.840     | 0 (não possui) | 2             |
| FC Rotor Volgogrado B          | Volgogrado         | Oblast de Volgogrado | Décimo Oitavo Lugar                                                | Estádio Central          | 32.120     | 0 (não possui) | 2             |
| FC Atommash Volgodonsk         | Volgodonsk         | Oblast de Rostov     | Estreante                                                          | Estádio Trud             | 6.000      | 0 (não possui) | 1             |
| FC Kolos Krasnodar B           | Krasnodar          | Krai de Krasnodar    | Estreante                                                          | Estádio Kuban            | 32.000     | 0 (não possui) | 1             |
| FC Salyut Belgorod             | Belgorod           | Oblast de Belgorod   | Rebaixado do Campeonato Russo de Futebol de 1992 - Segunda Divisão | Estádio Salyut           | 12.000     | 0 (não possui) | 1             |
| FC Istochnik Rostov-on-Don     | Rostov do Don      | Oblast de Rostov     | Estreante                                                          | Estádio Rostselmash      | 15.840     | 0 (não possui) | 1             |

## Participantes da Zona 03
| Equipe                        | Cidade        | Região                   | No ano anterior                                                  | Estádio                  | Capacidade | Títulos        | Participações |
| ----------------------------- | ------------- | ------------------------ | ---------------------------------------------------------------- | ------------------------ | ---------- | -------------- | ------------- |
| FC Torpedo Arzamas            | Arzamas       | Oblast de Níjni Novgorod | Quinto Lugar (Zona 04)                                           | Estádio Znamia           | 6.000      | 0 (não possui) | 2             |
| FC Arsenal Tula               | Tula          | Oblast de Tula           | Sétimo Lugar (Zona 02)                                           | Estádio Arsenal          | 20.048     | 0 (não possui) | 2             |
| FC Irgiz Balakovo             | Balakovo      | Oblast de Saratov        | Décimo Primeiro Lugar (Zona 02)                                  | Estádio Trud             | 12.000     | 0 (não possui) | 2             |
| FC Turbostroitel Kaluga       | Kaluga        | Oblast de Kaluga         | Décimo Quinto Lugar (Zona 02)                                    | ---                      | ---        | 0 (não possui) | 2             |
| FC Dínamo Briansk             | Briansk       | Oblast de Briansk        | Décimo Quarto Lugar (Zona 02)                                    | Estádio Dínamo           | 10.100     | 0 (não possui) | 2             |
| FC Biokhimik-Mordovia Saransk | Saransk       | Mordóvia                 | Décimo Sexto Lugar (Zona 05)                                     | Estádio Start            | 11.581     | 0 (não possui) | 2             |
| FC Oriol                      | Oriol         | Oblast de Oriol          | Décimo Nono Lugar (Zona 02)                                      | Estádio Central          | 14.600     | 0 (não possui) | 2             |
| FC Spartak Tambov             | Tambov        | Oblast de Tambov         | Vigésimo Primeiro Lugar (Zona 02)                                | Estádio Spartak          | 6.500      | 0 (não possui) | 2             |
| FC Kristall Smolensk          | Smolensk      | Oblast de Smolensk       | Acesso pelo Campeonato Russo de Futebol de 1992 - Quarta Divisão | Estádio Spartak          | 12.500     | 0 (não possui) | 1             |
| FC Khimik Dzerjinsk           | Dzerjinsk     | Oblast de Níjni Novgorod | Quarto Lugar (Zona 04)                                           | Estádio Khimik           | 10.000     | 0 (não possui) | 2             |
| FC Iskra Smolensk             | Smolensk      | Oblast de Smolensk       | Décimo Segundo Lugar (Zona 04)                                   | Estádio Spartak          | 12.500     | 0 (não possui) | 2             |
| FC Zenit Penza                | Penza         | Oblast de Penza          | Décimo Terceiro Lugar (Zona 04)                                  | Estádio Primeiro de Maio | 5.000      | 0 (não possui) | 2             |
| FC Tekstilshchik Isheyevka    | Ulianovsk     | Oblast de Ulianovsk      | Quarto Lugar (Zona 05)                                           | Estádio Trud             | 10.000     | 0 (não possui) | 2             |
| FC Zavoljie Engels            | Engels        | Oblast de Saratov        | Estreante                                                        | Estádio Municipal        | 12.000     | 0 (não possui) | 1             |
| FC Torpedo Pavlovo            | Pavlovsky     | Oblast de Níjni Novgorod | Décimo Primeiro Lugar (Zona 04)                                  | Estádio Torpedo          | 6.000      | 0 (não possui) | 2             |
| FC Metallurg Stary Oskol      | Stary Oskol   | Oblast de Belgorod       | Estreante                                                        | --                       | ---        | 0 (não possui) | 1             |
| FC Khimik Uvarovo             | Uvarovo       | Oblast de Tambov         | Acesso pelo Campeonato Russo de Futebol de 1992 - Quarta Divisão | ---                      | --         | 0 (não possui) | 2             |
| FC Don Novomoskovsk           | Novomoskovsky | Oblast de Tula           | Estreante                                                        | Estádio Khimik           | 5.200      | 0 (não possui) | 1             |

## Participantes da Zona 04
| Equipe                       | Cidade               | Região             | No ano anterior                                                  | Estádio                     | Capacidade | Títulos          | Participações |
| ---------------------------- | -------------------- | ------------------ | ---------------------------------------------------------------- | --------------------------- | ---------- | ---------------- | ------------- |
| Spartak Moscovo B            | Presnensky           | Moscovo            | Primeiro Lugar (Zona 03)                                         | Estádio Lujniki             | 81.000     | 1 (1992 Zona 03) | 2             |
| FC Torpedo Mytishchi         | Mytishchinsky        | Oblast de Moscovo  | Quarto Lugar (Zona 03)                                           | Estádio Torpedo             | --         | 0 (não possui)   | 2             |
| FC Titan Reutov              | Reutov               | Oblast de Moscovo  | Sexto Lugar (Zona 03)                                            | ---                         | --         | 0 (não possui)   | 2             |
| Dínamo Moscovo C             | Aeroport             | Moscovo            | Sétimo Lugar (Zona 03)                                           | Estádio Dínamo de Moscou    | 36.540     | 0 (não possui)   | 2             |
| FC Oka Kolomna               | Kolomna              | Oblast de Moscovo  | Oitavo Lugar (Zona 03)                                           | Estádio Avangard            | 10.200     | 0 (não possui)   | 2             |
| FC Viktor-Avangard Kolomna   | Kolomna              | Oblast de Moscovo  | Nono Lugar (Zona 03)                                             | Estádio Avangard            | 10.200     | 0 (não possui)   | 2             |
| FC Torgmash Lyubertsy        | Lyuberetsky          | Oblast de Moscovo  | Décimo Lugar (Zona 03)                                           | Estádio Torpedo             | 3.000      | 0 (não possui)   | 2             |
| PFC CSKA Moscovo B           | Khamovniki           | Moscovo            | Décimo Primeiro Lugar (Zona 03)                                  | Estádio Lujniki             | 81.000     | 0 (não possui)   | 2             |
| PFC CSKA Moscovo C           | Khamovniki           | Moscovo            | Décimo Terceiro Lugar (Zona 03)                                  | Estádio Lujniki             | 81.000     | 0 (não possui)   | 2             |
| FC Saturn                    | Ramensky             | Oblast de Moscovo  | Décimo Quarto Lugar (Zona 03)                                    | Estádio Saturn              | 16.8000    | 0 (não possui)   | 2             |
| FC TRASKO Moscovo            | Khamovniki           | Moscovo            | Décimo Quinto Lugar (Zona 03)                                    | Estádio Lujniki             | 81.000     | 0 (não possui)   | 2             |
| FC Asmaral Moscovo B         | Presnensky           | Moscovo            | Décimo Sexto Lugar (Zona 03)                                     | Estádio Salyut              | 12.000     | 0 (não possui)   | 2             |
| Dínamo Moscovo B             | Aeroport             | Moscovo            | Décimo Sétimo Lugar (Zona 03)                                    | Estádio Dínamo de Moscou    | 36.540     | 0 (não possui)   | 2             |
| Torpedo Moscovo B            | Danilovsky           | Moscovo            | Décimo Segundo Lugar (Zona 03)                                   | Estádio Eduard Streltsov    | 13.200     | 0 (não possui)   | 2             |
| Lokomotiv Moscovo B          | Preobrazhenskoye     | Moscovo            | Décimo Nono Lugar (Zona 03)                                      | Estádio Lokomotiv de Moscou | 30.000     | 0 (não possui)   | 2             |
| FC Mosenergo Moscovo         | Prospekt Vernadskogo | Moscovo            | Décimo Oitavo Lugar (Zona 03)                                    | --                          | --         | 0 (não possui)   | 2             |
| FC Obninsk                   | Obninsk              | Oblast de Kaluga   | Estreante                                                        | Estádio Trud                | 4.000      | 0 (não possui)   | 1             |
| FC Spartak Shchyolkovo       | Shchyolkovsky        | Oblast de Moscovo  | Acesso pelo Campeonato Russo de Futebol de 1992 - Quarta Divisão | Estádio Spartak             | 500        | 0 (não possui)   | 1             |
| FC Viktor-Gigant Voskresensk | Voskresensky         | Oblast de Moscovo  | Estreante                                                        | --                          | --         | 0 (não possui)   | 1             |
| FC Kosmos-Kvest Dolgoprudny  | Dolgoprudny          | Oblast de Moscovo  | Estreante                                                        | Estádio Saturn              | 16.800     | 0 (não possui)   | 1             |
| FC Rekord Aleksandrov        | Aleksandrosvsky      | Oblast de Vladimir | Estreante                                                        | ---                         | ---        | 0 (não possui)   | 1             |
| FC SUO Moscovo               | Chertanovo Severnoye | Moscovo            | Estreante                                                        | --                          | --         | 0 (não possui)   | 1             |

## Participantes da Zona 05
| Equipe                             | Cidade           | Região                 | No ano anterior                                                    | Estádio                 | Capacidade | Títulos        | Participações |
| ---------------------------------- | ---------------- | ---------------------- | ------------------------------------------------------------------ | ----------------------- | ---------- | -------------- | ------------- |
| FC Zenit São Petersburgo B         | Petrogrado       | São Petersburgo        | Estreante                                                          | Estádio Kirov           | 100.000    | 0 (não possui) | 1             |
| FC Vest Kaliningrado               | Kaliningrado     | Oblast de Kaliningrado | Estreante                                                          | Estádio Baltika         | 14.000     | 0 (não possui) | 1             |
| FC Mashinostroitel Pskov           | Pskov            | Oblast de Pskov        | Terceiro Lugar (Zona 04)                                           | Estádio Mashinostroitel | ---        | 0 (não possui) | 2             |
| FC Lokomotiv São Petersburgo       | Tsentralny       | São Petersburgo        | Sexto Lugar (Zona 04)                                              | Estádio Kirov           | 100.000    | 0 (não possui) | 2             |
| FC Gatchina                        | Gatchina         | Oblast de Leningrado]  | Sétimo Lugar (Zona 04)                                             | --                      | --         | 0 (não possui) | 2             |
| FC Vympel Rybinsk                  | Rybinsk          | Oblast de Iaroslavl    | Oitavo Lugar (Zona 04)                                             | Estádio Saturn          | ---        | 0 (não possui) | 2             |
| FC Bulat Cherepovets               | Cherepovets      | Oblast de Vologda      | Nono Lugar (Zona 04)                                               | [Estádio Metallurg      | ---        | 0 (não possui) | 2             |
| FC Progress Chernyakhovsk          | Chernyakhovsky   | Oblast de Kaliningrado | Décimo Lugar (Zona 04)                                             | Estádio Progress        | 3.000      | 0 (não possui) | 2             |
| FC Prometey-Dínamo São Petersburgo | Petrogrado       | São Petersburgo        | Estreante                                                          | Estádio Petrovsky       | 21.570     | 0 (não possui) | 1             |
| FC Spartak Kostroma                | Kostroma         | Oblast de Kostroma     | Décimo Sétimo Lugar (Zona 04)                                      | Estádio Urojay          | 3.200      | 0 (não possui) | 2             |
| FC Erzi Petrozavodsk               | Petrozavodsk     | Carélia                | Décimo Oitavo Lugar (Zona 04)                                      | Estádio Spartak         | 14.545     | 0 (não possui) | 2             |
| FC Kosmos-Kirovets São Petersburgo | Kirovsky         | São Petersburgo        | Décimo Quarto Lugar (Zona 04)                                      | Estádio Kirov           | 100.000    | 0 (não possui) | 2             |
| FC Volochanin Vyshny Volochyok     | Vyshny Volochyok | Oblast de Tver         | Vigésimo Lugar (Zona 04)                                           | Estádio Spartak         | 5.000      | 0 (não possui) | 2             |
| FC Trion-Volga Tver                | Tver             | Oblast de Tver         | Rebaixado do Campeonato Russo de Futebol de 1992 - Segunda Divisão | Estádio Khimik          | 7.875      | 0 (não possui) | 1             |
| FC Kraneks Ivanovo                 | Ivanovo          | Oblast de Ivanovo      | Acesso pelo Campeonato Russo de Futebol de 1992 - Quarta Divisão   | Estádio Kraneks         | 9.565      | 0 (não possui) | 1             |
| FC Spartak-Arktikbank Arkhangelsk  | Arcangel         | Oblast de Arkhangelsk  | Estreante                                                          | --                      | --         | 0 (não possui) | 1             |

## Participantes da Zona 06
| Equipe                               | Cidade            | Região                | No ano anterior                                                    | Estádio                            | Capacidade | Títulos        | Participações |
| ------------------------------------ | ----------------- | --------------------- | ------------------------------------------------------------------ | ---------------------------------- | ---------- | -------------- | ------------- |
| FC Devon Oktyabrsky                  | Oktiabrski        | Bascortostão          | Terceiro Lugar (Zona 05)                                           | Estádio Neftyanik                  | 4.500      | 0 (não possui) | 2             |
| FC Sibir Kurgan                      | Kurgan            | Oblast de Kurgan      | Quinto Lugar (Zona 05)                                             | Estádio Central                    | 8.000      | 0 (não possui) | 2             |
| FC Gornyak Kachkanar                 | Kachkanar         | Oblast de Sverdlovsk  | Sexto Lugar (Zona 05)                                              | Estádio Gornyak                    | 10.000     | 0 (não possui) | 2             |
| FC Metallurg Novotroitsk             | Novotroitsk       | Oblast de Oremburgo   | Sétimo Lugar (Zona 05)                                             | Estádio Metallurg                  | 10.000     | 0 (não possui) | 2             |
| FC Azamat Cheboksary                 | Cheboksary        | Chuváchia             | Oitavo Lugar (Zona 05)                                             | Estádio Olímpico                   | ---        | 0 (não possui) | 2             |
| FC Zarya Krotovka                    | Chelno-Vershinsky | Oblast de Samara      | Nono Lugar (Zona 05)                                               | ---                                | --         | 0 (não possui) | 2             |
| FC KamAZavtotsentr Naberejnye Chelny | Naberejnye Chelny | Tartaristão           | Décimo Lugar (Zona 05)                                             | Estádio KAMAZ                      | 10.000     | 0 (não possui) | 2             |
| FC Elektron Vyatskiye Polyany        | Vyatskiye Polyany | Oblast de Kirov       | Décimo Segundo Lugar (Zona 05)                                     | Estádio Elétron                    | 10.000     | 0 (não possui) | 2             |
| FC Energiya Tchaikovsky              | Tchaikovsky       | Oblast de Perm        | Décimo Terceiro Lugar (Zona 05)                                    | Estádio Energiya                   | ---        | 0 (não possui) | 2             |
| FC Sodovik Sterlitamak               | Sterlitamak       | Bascortostão          | Décimo Quarto Lugar (Zona 05)                                      | Estádio Sodovik                    | 6.200      | 0 (não possui) | 2             |
| FC Torpedo Ijevsk                    | Ijevsk            | Udmúrtia              | Décimo Quinto Lugar (Zona 05)                                      | Estádio Torpedo                    | 19.200     | 0 (não possui) | 2             |
| FC Gazovik Oremburgo                 | Oremburgo         | Oblast de Oremburgo   | Décimo Sétimo Lugar (Zona 05)                                      | Estádio Gazovik                    | 4.950      | 0 (não possui) | 2             |
| FC Vyatka Kirov                      | Kirov             | Oblast de Kirov       | Rebaixado do Campeonato Russo de Futebol de 1992 - Segunda Divisão | Estádio Rússia                     | 2.000      | 0 (não possui) | 1             |
| FC Metiznik Magnitogorsk             | Magnitogorsk      | Oblast de Cheliabinsk | Acesso pelo Campeonato Russo de Futebol de 1992 - Quarta Divisão   | Estádio Central                    | --         | 0 (não possui) | 1             |
| FC KDS Samrau Ufa                    | Ufa               | Bascortostão          | Rebaixado do Campeonato Russo de Futebol de 1992 - Segunda Divisão | Estádio Neftyanik                  | 4.500      | 0 (não possui) | 1             |
| FC Progress Zelenodolsk              | Zelenodolsk       | Tartaristão           | Estreante                                                          | Estádio Komsomolets V. M. Kolotova | 7.500      | 0 (não possui) | 1             |
| FC Uralelektromed Verkhnyaya Pyshma  | Verkhnyaya Pyshma | Oblast de Sverdlovsk  | Acesso pelo Campeonato Russo de Futebol de 1992 - Quarta Divisão   | --                                 | --         | 0 (não possui) | 1             |
| FC KAMAZ Naberejnye Chelny B         | Naberejnye Chelny | Tartaristão           | Estreante                                                          | Estádio KAMAZ                      | 10.000     | 0 (não possui) | 1             |
| FC Dínamo Perm                       | Perm              | Oblast de Perm        | Estreante                                                          | Estádio Dínamo                     | ---        | 0 (não possui) | 1             |
| FC Volga Balakovo                    | Balakovo          | Oblast de Saratov     | Acesso pelo Campeonato Russo de Futebol de 1992 - Quarta Divisão   | Estádio Trud                       | 12.000     | 0 (não possui) | 1             |
| FC Elektron Almetyevsk               | Almetyevsk        | Tartaristão           | Acesso pelo Campeonato Russo de Futebol de 1992 - Quarta Divisão   | Estádio Alnas                      | 7.000      | 0 (não possui) | 1             |

## Participantes da Zona 07
| Equipe                      | Cidade             | Região             | No ano anterior                                                                            | Estádio           | Capacidade | Títulos        | Participações |
| --------------------------- | ------------------ | ------------------ | ------------------------------------------------------------------------------------------ | ----------------- | ---------- | -------------- | ------------- |
| FC Metallurg Aldan          | Aldansky           | Iacútia            | Estreante                                                                                  | --                | --         | 0 (não possui) | 1             |
| FC Zarya Leninsk-Kuznetsky  | Leninsk-Kuznetsky  | Oblast de Kemerovo | Décimo Sétimo Lugar da Zona 10 do Campeonato Soviético de Futebol de 1991 - Quarta Divisão | Estádio Shakhtyor | 6.000      | 0 (não possui) | 1             |
| FC Aleks Angarsk            | Angarsk            | Oblast de Irkutsk  | Terceiro Lugar (Zona 06)                                                                   | Estádio Angara    | ---        | 0 (não possui) | 2             |
| FC Torpedo Rubtsovsk        | Rubtsovsk          | Krai de Altai      | Quarto Lugar (Zona 06)                                                                     | Estádio Torpedo   | 6.500      | 0 (não possui) | 2             |
| FC Dínamo Kemerovo          | Kemerovo           | Oblast de Kemerovo | Quinto Lugar (Zona 06)                                                                     | Estádio Shakhtyor | 4.174      | 0 (não possui) | 2             |
| FC Agan Radujny             | Radujny            | Khantia-Mansia     | Sexto Lugar (Zona 06)                                                                      | ---               | ---        | 0 (não possui) | 2             |
| FC Shakhtyor Artyom         | Artyom             | Krai do Litoral    | Sétimo Lugar (Zona 06)                                                                     | ---               | 10.500     | 0 (não possui) | 2             |
| FC Gornyak Gramoteino       | Belovo             | Oblast de Kemerovo | Oitavo Lugar (Zona 06)                                                                     | Estádio Gornyak   | ---        | 0 (não possui) | 2             |
| FC Politekhnik-92 Barnaul   | Barnaul            | Krai de Altai      | Décimo Lugar (Zona 06)                                                                     | Estádio Dínamo    | 16.000     | 0 (não possui) | 2             |
| FC Dínamo Omsk              | Omsk               | Oblast de Omsk     | Terceiro Lugar da Zona 10 do Campeonato Soviético de Futebol de 1991 - Quarta Divisão      | Estádio Dínamo    | 4.000      | 0 (não possui) | 1             |
| FC Shakhtyor Kiselyovsk     | Kiselyovsk         | Oblast de Kemerovo | Acesso pelo Campeonato Russo de Futebol de 1992 - Quarta Divisão                           | Estádio Shakhtyor | ---        | 0 (não possui) | 1             |
| FC Amur Blagoveshchensk     | Blagoveshchensk    | Oblast de Amur     | Rebaixado do Campeonato Russo de Futebol de 1992 - Segunda Divisão                         | Estádio Amur      | 13.500     | 0 (não possui) | 1             |
| FC Amur Komsomolsk-na-Amure | Komsomolsk do Amur | Krai de Khabarovsk | Rebaixado do Campeonato Russo de Futebol de 1992 - Segunda Divisão                         | Estádio Vanguard  | 16.000     | 0 (não possui) | 1             |
| FC Lokomotiv Ussuriysk      | Ussuriysk          | Krai do Litoral    | Acesso pelo Campeonato Russo de Futebol de 1992 - Quarta Divisão                           | Estádio Gorodskoy | 1.250      | 0 (não possui) | 1             |
| FC Okean Nakhodka B         | Nakhodka           | Krai do Litoral    | Estreante                                                                                  | Estádio Vodnik    | 10.000     | 0 (não possui) | 1             |

## Regulamento
O campeonato foi disputado no sistema de pontos corridos em turno e returno nos sete torneios. Não houve promoção para o Campeonato Russo de Futebol de 1994 - Segunda Divisão. Apenas duas equipes de cada zona não eram rebaixadas para o Campeonato Russo de Futebol de 1994 - Quarta Divisão, como parte de uma reestruturação de toda a Pirâmide do futebol russo.

## Resultados do Campeonato

### Resultados da Zona 01
Anji foi o campeão e Kavkazbel foi o vice; além destes, Dínamo de Makhachkala e Iriston não foram rebaixados.

Todos os outros foram rebaixados para a quarta divisão russa.

### Resultados da Zona 02
Salyut foi o campeão e Zvezda-Rus foi o vice; Venets também não foi rebaixado.

Todos os outros foram rebaixados para a quarta divisão russa.

### Resultados da Zona 03
Torpedo de Arzamas foi o campeão e Arsenal de Tula; Irgiz também não foi rebaixado.

Todos os outros foram rebaixados para a quarta divisão russa.

### Resultados da Zona 04
Torpedo de Mystishchi foi o campeão e Viktor-Avangard foi o vice; Obninsk também não foi rebaixado.

Todos os outros foram rebaixados para a quarta divisão russa, e também o campeão.

### Resultados da Zona 05
Vympel foi o campeão e Erzi foi o vice; Lokomotiv de São Petersburgo e Trion-Volga também não foram rebaixados.

Todos os outros foram rebaixados para a quarta divisão russa.

### Resultados da Zona 06
Devon foi o campeão e Metallurg de Novotroitsk foi o vice; Vyatka também não foi rebaixado.

Todos os outros foram rebaixados para a quarta divisão russa.

### Resultados da Zona 07
Angara foi o campeão e Torpedo de Rubtsovsk foi o vice; Politekhnik-92, Dínamo de Omsk, Shakhtyor de Kiselyovsk, Agan e os dois clubes "Amur" também não foram rebaixados.

Todos os outros foram rebaixados para a quarta divisão russa.

## Campeão
| Campeão Russo da Terceira Divisão de 1993 - Zona 01 |
| --------------------------------------------------- |
| FC Anji Makhachkala 1° Título                       |

| Campeão Russo da Terceira Divisão de 1993 - Zona 02 |
| --------------------------------------------------- |
| FC Salyut Belgorod 1° Título                        |

| Campeão Russo da Terceira Divisão de 1993 - Zona 03 |
| --------------------------------------------------- |
| FC Torpedo Arzamas 1° Título                        |

| Campeão Russo da Terceira Divisão de 1993 - Zona 04 |
| --------------------------------------------------- |
| FC Torpedo Mytishchi 1° Título                      |

| Campeão Russo da Terceira Divisão de 1993 - Zona 05 |
| --------------------------------------------------- |
| FC Vympel Rybinsk 1° Título                         |

| Campeão Russo da Terceira Divisão de 1993 - Zona 06 |
| --------------------------------------------------- |
| FC Devon Oktyabrsky 1° Título                       |

| Campeão Russo da Terceira Divisão de 1993 - Zona 07 |
| --------------------------------------------------- |
| FC Angara Angarsk 1° Título                         |